# Río Rabazal
El río Rabazal  (en Portugal, rio Rabaçal) es un río europeo de la península ibérica, situado en la provincia de Orense, Galicia, España.
El río Rabazal nace entre La Gudiña y Villardevós, próximo a la frontera entre España y Portugal, entrando en este país en el municipio portugués de Vinhais. En el municipio de Vinhais junta sus aguas con el río Mente, que actúa como frontera natural entre España y Portugal durante algunos kilómetros. Hay una presa hidráulica en Rebordelo, en el extremo sur de Vinhais, antes de entrar en el municipio de Valpaços y seguir su curso hasta la confluencia con el río Tuela. 
El Tuela, procedente de España, recibe al Rabazal y forman juntos el río Túa, que desemboca en el Duero.
- Datos: Q14637
- Multimedia: Rio Rabaçal / Q14637